# هيتوشي أوسوي
هيتوشي أوسوي (باليابانية: 臼井 仁志) (5 نوفمبر 1988 في هيوغو في اليابان – )؛ هو لاعب كرة قدم ياباني سابق كان يلعب كلاعب وسط.

## وصلات خارجية
- هيتوشي أوسوي على موقع رابطة كرة القدم اليابانية للمحترفين (اليابانية)
- هيتوشي أوسوي على موقع Soccerway.com (الإنجليزية)